# Tempio buddista cinese Putuoshan dell'Esquilino
Il tempio buddista cinese dell'Esquilino a Roma, più precisamente in Via Ferruccio, è un luogo di culto buddista cinese.

## La struttura, le statue e le usanze
Alcuni buddisti chiamano il suddetto tempio "Il Buddha nel Garage" per la sua particolare struttura che in passato era effettivamente un garage. In realtà la struttura in origine non aveva l'obbiettivo di essere un tempio, ma la comunità cinese di Roma, aveva deciso di trovare un luogo dove pregare e fare le proprie cerimonie al di fuori delle proprie abitazioni. Ma i buddisti di Roma, proprio per il fatto che la struttura non fosse stata pensata per essere un tempio, si sono affezionati maggiormente al luogo di culto perché era molto diverso da altri templi, molto più imponenti. Molte statue contenute all'interno del tempio, oltre ad avere un grande valore spirituale, si distinguono per avere un grande rilevanza anche dal punto di vista economico. La più famosa è la statua di Budai, che si affaccia sulla Via, ed è interamente ricoperta in oro. Dietro a Budai c'è lo Wei Tuo pusà del tempio, che ha la funzione di proteggere il luogo e i fedeli, accanto vi è una statua di Guanyin unica nel suo genere perché è bianca, si caratterizza quindi dalle altre del tempio, che sono rifinite in oro. Nell'altra parete di quella stanza c'è il compagno di Wei Tuo, ovvero Sangharama, il generale Guan Yu che nel Buddismo cinese è diventato un Dharmapala, in Cina famoso come il pusà Qiélán (伽藍). Poi nella sala principale, c'è la triade di Amitabha, che rappresenta la Terra Pura nel tempietto. È usuale offrire ai Pusà (菩薩), ovvero ai Bodhisattva e ai Fo (佛), e quindi ai Buddha e agli altri esseri illuminati, incensi, e tipiche luci colorate. Ogni offerta di luce ha un colore diverso che ha un significato differente, e perciò il fedele sceglie la luce del colore che rappresenta la caratteristica dello spirito a cui vuole dare le offerte.
Ecco i significati di alcuni colori delle offerte di luce (Guang de Tigong 光的提供)
- Giallo/oro: è il colore più importante, solo i grandi esseri ne sono degni o gli imperatori. Rappresenta anche la Terra e il Sole. Utilizzato da molti

fedeli per la nascita di un bambino.
- Rosso: simbolo di felicità e abbondanza. Tradizionalmente le donne nel momento di sposarsi indossano un abito di colore rosso.
- Verde: auspicio di salute, con il rosso è un bellissimo augurio di fortuna e di guarigione, ma troppo verde diventa un segno di poca religiosità.
- Argento: è la forza lunare e passiva. Si offre spesso a divinità appunto a Pusà femminili come Da Shì Zhì (大勢至), associata alla saggezza.
- Blu: è il colore della meditazione, della calma e della tranquillità. Si può associare anche alla medicina e quindi a Yaoshi Fo (藥師佛). Usato anche per festeggiare la nascita di una bambina.
- Fucsia/Viola: nei dettagli favorisce una buona meditazione, e l'offerta di luce è molto piccola, perciò si può usare. Rappresenta anche l'intelletto.

## Il tempio per i fedeli
A Roma c'è un altro tempio famoso, Hua Yi Si, che è tra l'altro il più grande d'Europa, perciò i fedeli chiamano quello dell'Esquilino "Il Tempio Piccolo". Il tempio è stato fondato da cinesi provenienti dall'Isola Putuo, perciò è noto anche come "Tempio di Putuoshan". Per i buddisti in questo luogo si prega soltanto, o si medita in silenzio, a differenza invece del tempio Hua Yi Si, un luogo dove la comunità impara i fondamenti del buddismo, prega, mangia e sta insieme alla comunità.